# Arthur Ernest Guinness
Arthur Ernest Guinness (2 novembre 1876 - 22 mars 1949) est un ingénieur et un membre de la famille Guinness. Il est généralement appelé Ernest.

## Carrière
Il fait ses études au Trinity College de Cambridge, sert dans la London Rifle Brigade et comme lieutenant adjoint et juge de paix pour le comté de Dublin.
Ernest est considéré comme l'expert technique de la modernisation parmi les directeurs de la famille Guinness à Guinness de 1900 aux années 1930, jusqu'à ce qu'il soit gravement blessé dans un accident de bateau à moteur en mer à Killary Harbour. Automobiliste passionné, il achète une Cadillac V16 construite sur mesure, chez le concessionnaire Mayfair Lendrum &amp; Hartman Limited, qui est exposée au London Motor Show de 1930. En 1934, il participe à la construction d'une nouvelle brasserie à Park Royal, dans la banlieue de Londres.
En 1921, il achète le trois-mâts Belem, qu'il rebaptise Fantôme II.

## Famille
Il est le deuxième fils du magnat de la brasserie Edward Guinness et de sa femme Adélaïde. Le 15 juillet 1903, il épouse Marie Clothilde Russell, la fille de George Russell (4e baronnet) et de sa femme Charlotte. Ernest et Marie Clothilde sont les parents de :
- Aileen Plunket (1904–1999), qui épouse Brinsley Plunket ;
- Maureen Constance Guinness (1907–98), l'épouse de Basil Hamilton-Temple-Blackwood (4e marquis de Dufferin et Ava), parents de Caroline Blackwood (en) ;
- Oonagh Guinness (1910–1995), l'épouse de Philip Kindersley, puis de Dominick Browne, avec qui elle aura pour enfants notamment Garech Browne et Tara Browne (en).